# Vittore (generale romano)
Flavio Vittore (latino: Flavius Victor; fl. 361-379) è stato un generale e politico romano e servì sotto gli imperatori Giuliano e Valente, che vide entrambi morire in battaglia.

## Campagna sasanide di Giuliano
Di origine sarmata e di credo cristiano, servì sotto l'imperatore Costanzo II e poi sotto il di lui cugino e successore Giuliano, che lo nominò comes.
In occasione della sua campagna contro i Sasanidi del 363, Giuliano lo nominò generale della cavalleria (magister equitum) a Costantinopoli, prima di muoversi verso Antiochia. Assieme a Lucilliano operò un attacco alle spalle dei Sasanidi in occasione dell'attraversamento di un tratto paludoso nei dintorni di un canale; prima della marcia di avvicinamento a Ctesifonte, Vittore assunse il comando della fanteria pesante e della cavalleria, col compito di favorire la marcia sulla città con la costruzione di ponti e di impedire le sortite del nemico volte a distogliere le forze romane dall'eventuale assedio.
Durante la battaglia di Ctesifonte, Vittore si trovò a comandare l'avanguardia romana, che inseguiva i Sasanidi in fuga verso la città, quando venne colpito da una catapulta e gravemente ferito, ponendo fine all'inseguimento. Dopo la morte di Giuliano venne eletto imperatore il comes domesticorum, il cristiano Gioviano; tutti coloro che avevano ricevuto i loro incarichi dal precedente imperatore le persero, con l'eccezione di Vittore e di Arinteo, come lui cristiano, come lui sostenitore di Gioviano nel concilio degli ufficiali che aveva scelto il nuovo imperatore.

## Battaglia di Adrianopoli
Vittore continuò a servire sotto il successore di Gioviano, Valente, come magister equitum. Nel 367 Vittore fu mandato in ambasceria presso il re dei Goti, per chiedergli conto dei rinforzi mandati da questo a Procopio, che si era ribellato contro Valente; la risposta del re goto non piacque all'imperatore, che diede inizio alla guerra scitica. Nel 369 divenne console; nello stesso anno si recò in ambasciata assieme ad Arinteo presso i Goti, per stipulare una pace.
Nel 378 i Goti di Fritigerno invasero l'impero, occupando alcune città della Tracia. Valente, dovendo affrontare questa minaccia, inviò Vittore in Oriente, a concordare una pace con i Persiani che gli lasciasse mani libere contro gli invasori. Vittore raggiunse poi Valente in Tracia e nel concistoro tenutosi per decidere la strategia, Vittore sconsigliò a Valente di portare l'attacco senza attendere i rinforzi delle truppe galliche dell'imperatore d'Occidente Graziano, in opposizione al parere del magister peditum Sebastiano, che era forte della propria vittoria sui Goti sul fiume Maritsa e suggeriva l'attacco immediato.
Valente decise di attaccare i Goti, ma la battaglia di Adrianopoli fu una catastrofe per i Romani, e l'imperatore stesso perse la vita. Durante la battaglia, mentre la cavalleria romana veniva messa in fuga e la fanteria, sotto il peso della pressione dell'intero esercito nemico, andava in frantumi, Valente ordinò a Vittore di andare a prendere i Batavi, una unità messa in riserva, ma quando Vittore giunse nel luogo dove questi avrebbero dovuto essere, scoprì che erano già fuggiti. Allora Vittore, assieme ad alcuni cavalieri, fuggì abbandonando Valente, e si diresse verso la Macedonia e la Tessaglia, per proseguire in Mesia e Pannonia per raggiungere Graziano, cui annunciò la morte dello zio e collega.
In seguito andò a vivere in Oriente con la moglie, probabilmente ad Antiochia.

### Fonti primarie
- Ammiano Marcellino, Storie
- Zosimo, Storia nuova

### Fonti secondarie
- Simon MacDowall, Adrianople, 378: The Goths Crush Rome's Legions, Osprey Publishing, 2001, ISBN 1-84176-147-8